# Apure (država u Venezueli)
Država Apure (španjolski. Estado Apure) je jedna od 23 savezne države Venezuele, koja se nalazi na jugozapadu zemlje.
Ime je dobila po istoimenoj Rijeci Apure.

## Karakteristike
U državi živi 459,025 stanovnika na površini od 76,500 km², po tom je treća po veličini.
Apure se prostire po ravničarskom Llanosu.
Apure sa sjevera graniči sa saveznim državama Táchira, Barinas i Guárico uz rijeku Apure, s istoka s Državom Bolívar i Orinocom i s juga i zapada s Kolumbijom.

## Gospodarstvo
Apure je poznat po svojim llanerosima (venezuelanska varijanta kauboja), koji su bili ključni borci u venezuelanskom ratu za neovisnost početkom 19. stoljeća. Oni i danas rade kao najamni radnici na velikim rančevima kao čuvari stoke, Rančevi su bili (i ostali) pokretači lokalne ekonomije još od vremena prvih europskih naselja. 
Iako i oni imaju problema jer je drenaža slaba, a redovne godišnje poplave dugotrajne i opsežne. Za razliku od tog u vrijeme dugotrajnih suša trava po savanama postaje praktički nejestiva, pa se brojna stada goveda moraju seliti na vlažna područja istočno od rijeke Orinoco.
Najveći grad - San Fernando de Apure je i administrativno središte, on je i centar mesne Industrije (konzerve).
Najznačajnija građevina u tom gradu je Palača Barbarito koju su na prijelazu u 20. stoljeće podigla braća Barbarito, imigranti iz Italije.
Nekoliko sezonskih cesta sa sjevera i zapada duboko presjeca državu, ali su prohodne samo za sušne sezone.

## Vanjske poveznice
- Gobernación del estado Apure  Arhivirana inačica izvorne stranice od 2. listopada 2017. (Wayback Machine) (šp.)
- Apure na portalu Encyclopedia Britannica (engl.)